# Saint-Andéol-de-Berg
Saint-Andéol-de-Berg är en kommun i departementet Ardèche i regionen Auvergne-Rhône-Alpes i sydöstra Frankrike. Kommunen ligger  i kantonen Villeneuve-de-Berg som ligger i arrondissementet Largentière. År 2022 hade Saint-Andéol-de-Berg 130 invånare.

## Befolkningsutveckling
Antalet invånare i kommunen Saint-Andéol-de-Berg
Referens: INSEE

## Galleri

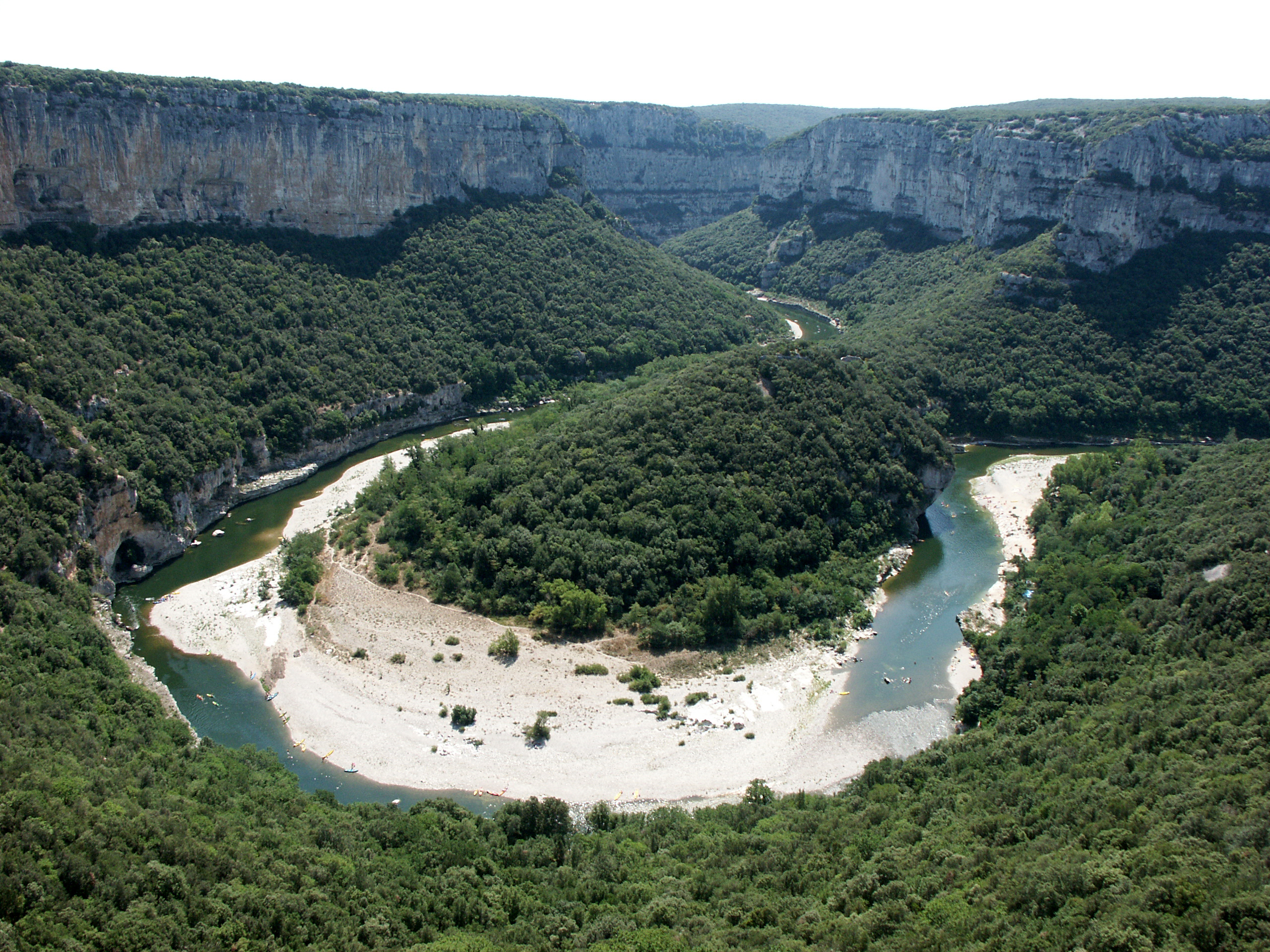
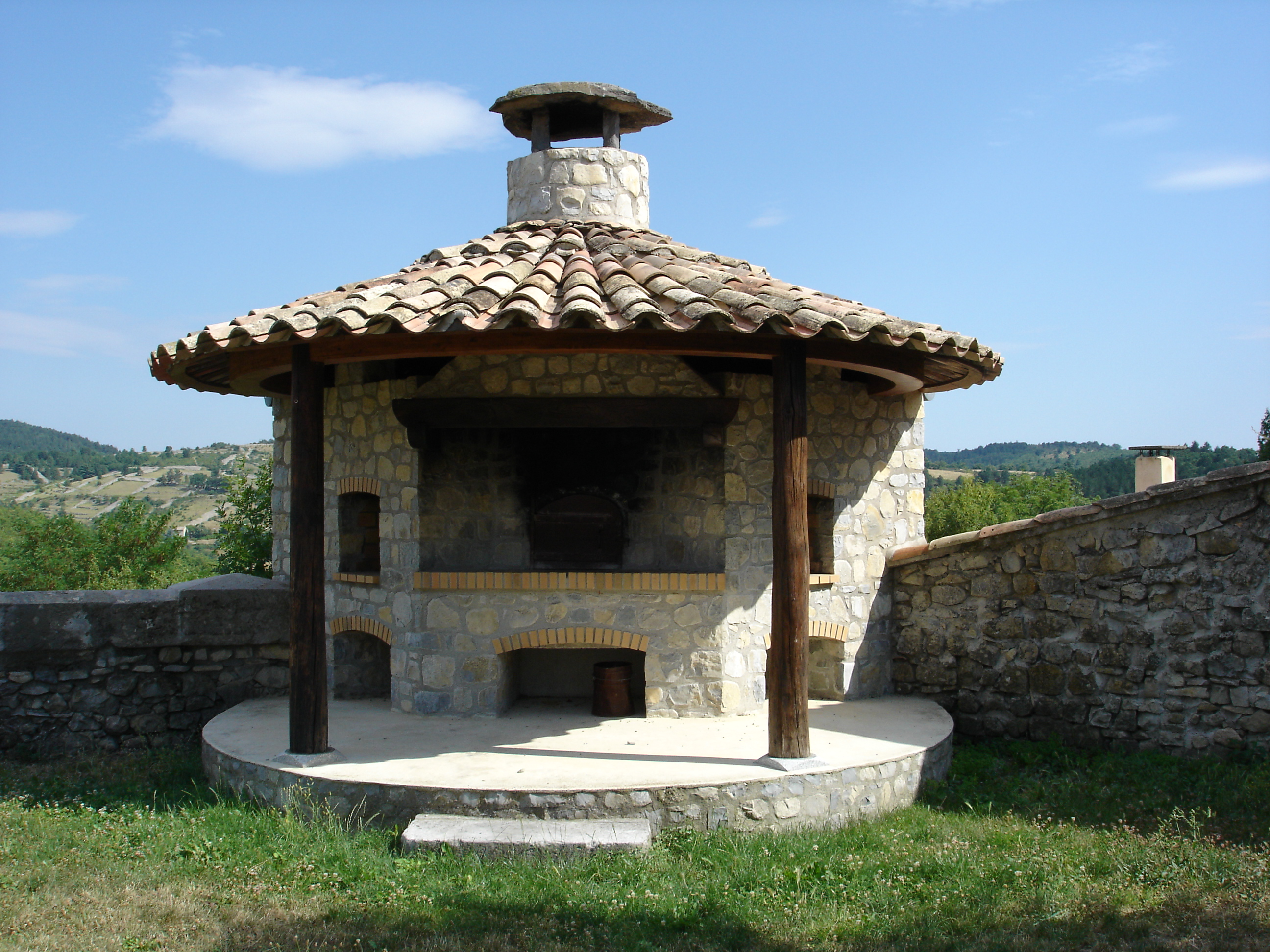
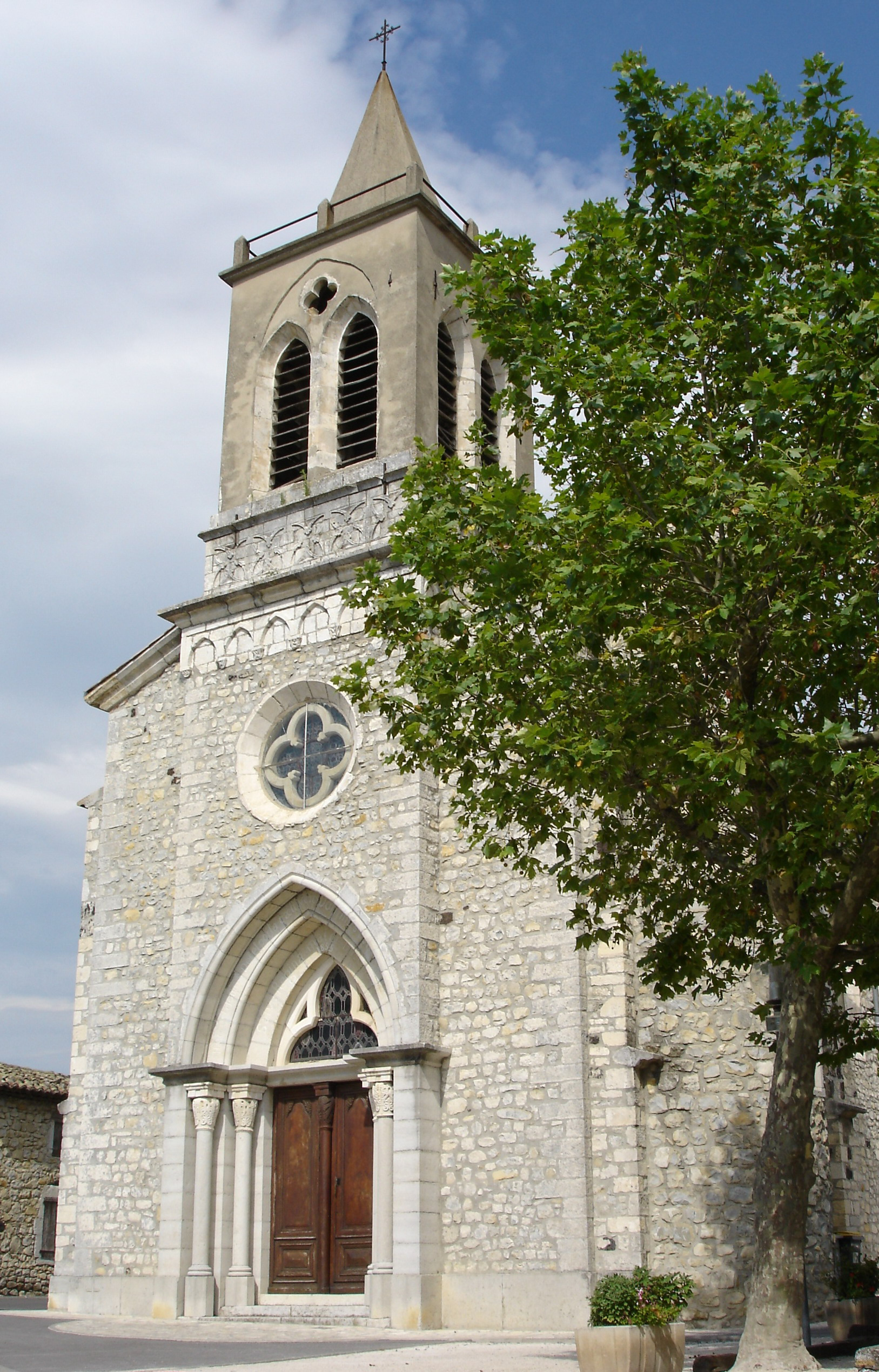
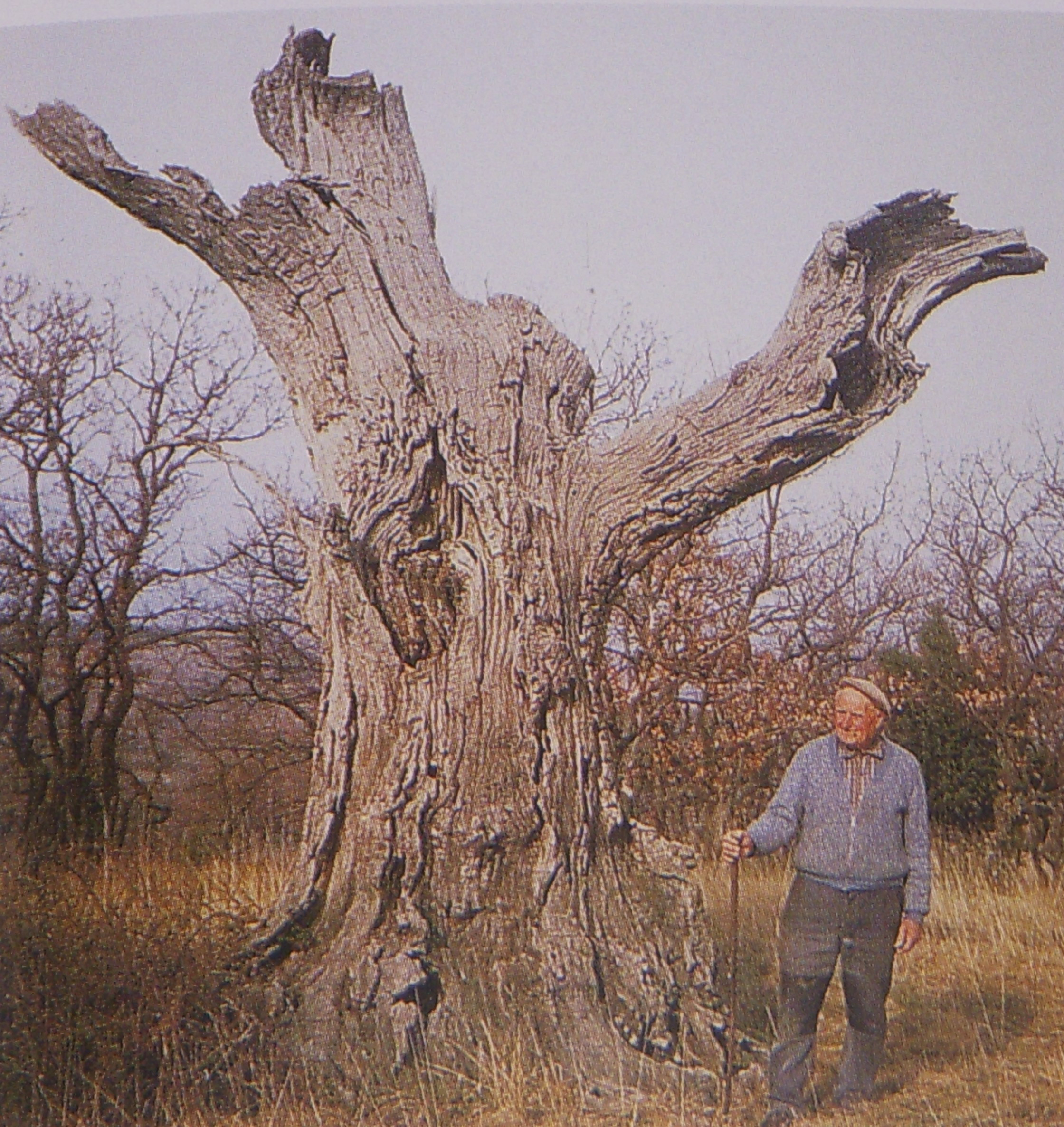
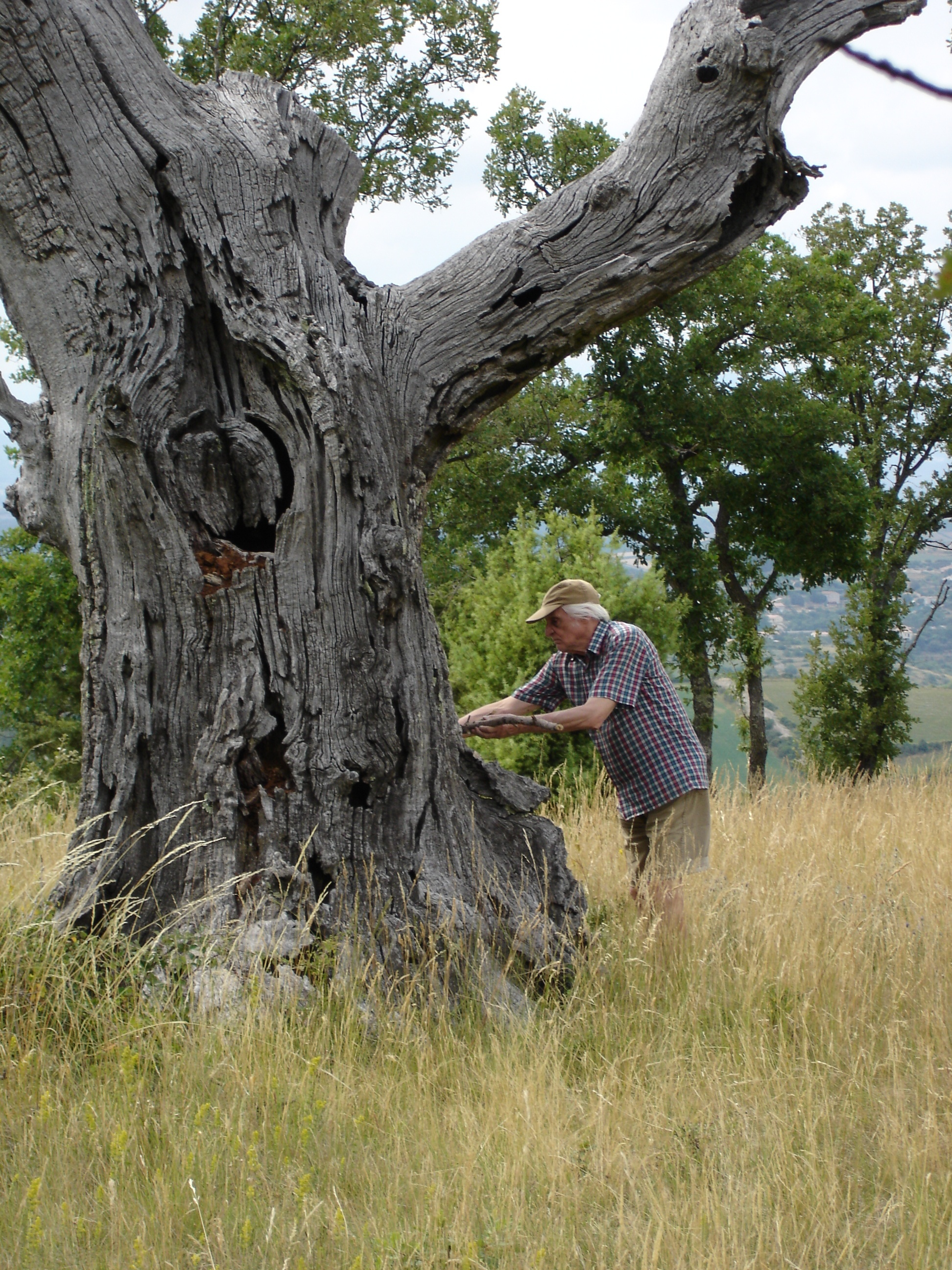